# رزمناو ژاپنی میکوما
رزمناو ژاپنی میکوما (به ژاپنی: 三隈, Mikuma) دومین کشتی از چهار کشتی ناو کلاس موگامی ناو سنگین در نیروی دریایی امپراتوری ژاپن بود. این رزمناو در نبرد میدوی، ۶ ژوئن ۱۹۴۲ غرق شد.